# Smara
Smara (àrab: السمارة, as-Samāra) és una ciutat del desert en el Sàhara occidental que forma part de la província d'Es-Semara de la regió de Laâyoune-Sakia El Hamra. Segons el cens de 2014 tenia una població total de 66.014 persones

## Història
És l'única ciutat important del Sàhara occidental que no va ser fundada pels espanyols. El 1898, un xeic sahrauí anomenat Maa-el-Ainin funda la ciutat en una zona rica en pastures i aigua, allunyada de la costa, però ben situada per controlar les caravanes que es dirigissin cap al nord.
Aquest xeic es nomena imam i combat els espanyols des d'aquest any; resistí gràcies a l'ajuda del soldà del Marroc fins a 1910. Aquest any, el sultà retira la seva ajuda a causa de les pressions franceses, de manera que el xeic ajudarà els combatents antifrancesos del sud del Marroc. El 1913 França ocupa Esmara, la destrueix gairebé completament, i la hi retorna a Espanya. La resistència va anar decreixent fins que acaba el 1920. El 1958 Smar fou teatre de l'operació aerotransportada Huracan durant la Guerra d'Ifni per portar el primer esquadró paracaigudista espanyol i el 7è RPC francès (operació Écouvillon), per tal d'eliminar l'Exèrcit d'Alliberament Marroquí.
El Front Polisario es va fundar en aquesta ciutat el 10 de maig de 1973. Els marroquins la van ocupar el 27 de novembre de 1975; causaren un èxode de saharauis cap a Algèria per escapar de les represàlies marroquines pel seu suport al Front Polisario. En la seva fugida cap a Algèria, les forces aèries marroquines van utilitzar napalm, fòsfor blanc i bombes de fragmentació contra els refugiats. Amnistia Internacional ha estimat les baixes en més de 500.
El 2005, la ciutat es va convertir en escenari de greus protestes en contra de l'ocupació marroquina. El 25 de maig de 2005, la policia marroquina va dissoldre la Manifestació Pacífica en suport de la Independència i el Front Polisario en el marc de les noves intifades als carrers dels principals nuclis urbans del Sàhara occidental al costat de les protestes pro sahrauís en alguns centres universitaris del Marroc.
Smara dona nom a una de les quatre wilayas en les quals s'estructuren els refugiats saharauis a Tinduf.

## Agermanaments
- Còrdova[5]
- Écija
- Gijón
- Paysandú[6]